# Corte de Peleas
Corte de Peleas è un comune spagnolo di 1 294 abitanti situato nella comunità autonoma dell'Estremadura, comarca Tierra de Barros.

## Storia

### Simboli
Stemma
Bandiera